# Luther (2003)
Luther ist eine deutsch-US-amerikanische Koproduktion von Eric Till aus dem Jahr 2003. Der Spielfilm erzählt die Lebensgeschichte des Kirchenreformators Martin Luther.

## Handlung
Martin Luther wird an einem stürmischen Herbstabend bei Stotternheim beinahe von einem Blitz getroffen und gelobt in seiner Not der Heiligen Anna, er wolle Mönch werden, wenn sie ihn nur aus diesem bedrohlichen Unwetter sicher errettet. Von nun an fühlt er sich verpflichtet, sein Gelübde einzulösen, auch gegen den Willen seines Vaters. Er geht in das Augustinerkloster in Erfurt.
Erst als Priester erkennt er die Ungerechtigkeit, die den Menschen angetan wird. Die römisch-katholische Kirche betreibt auf Geheiß des  Papstes Leo X. einen regen Handel mit Ablassbriefen. Durch diesen Ablasshandel und weitere Abgaben, die die Kirche verlangt, wird viel Geld aus der Bevölkerung des Heiligen Römischen Reichs gepresst.
In Wittenberg proklamiert Luther seine 95 Thesen gegen die Missstände in der Kirche. Er schafft sich dadurch Feinde, unter anderem Johann Tetzel, den berühmt-berüchtigten Ablassprediger. Auch ignoriert er seine eigene  Exkommunikation durch die Kirche und setzt seinen Kampf unermüdlich ohne Zweifel fort. Dies führt dazu, dass Luther auf der Wartburg in Sicherheit gebracht werden muss, bis er schließlich als Junker Jörg getarnt wieder unter die Menschen geht.
Schließlich gelingt es Luther, mit Unterstützung seiner Freunde und seiner Ehefrau Katharina von Bora, seiner Bewegung die Anerkennung als Religionsgemeinschaft  zu verschaffen.

## Produktion
Produziert wurde der Film von der NFP teleart in Zusammenarbeit mit Thrivent Financial for Lutherans und Eikon Film.
Gedreht wurde zum Teil an Originalschauplätzen in Deutschland, wie beispielsweise auf der Wartburg, aber auch in Tschechien und Italien. Außenaufnahmen wurden auch in der historischen Altstadt und vor der Stadtmauer von Seßlach gedreht.
Die Rolle Friedrichs des Weisen in Luther war die letzte, die Peter Ustinov spielte, bevor er im März 2004 verstarb.
Der Kinostart des Films in Deutschland war am 30. Oktober 2003.

## Synchronisation
Quellennachweis:
| Rolle                       | Darsteller       | Synchronsprecher   |
| --------------------------- | ---------------- | ------------------ |
| Martin Luther               | Joseph Fiennes   | Stephan Schwartz   |
| Johann Tetzel               | Alfred Molina    | Roland Hemmo       |
| Girolamo Aleander           | Jonathan Firth   | David Nathan       |
| Katharina von Bora          | Claire Cox       | Katja Nottke       |
| Friedrich der Weise         | Peter Ustinov    | Peter Ustinov      |
| Johann von Staupitz         | Bruno Ganz       | Bruno Ganz         |
| Hans Luther                 | Michael Traynor  | Klaus Sonnenschein |
| Kaiser Karl V.              | Torben Liebrecht | Torben Liebrecht   |
| Kardinal Thomas Cajetan     | Mathieu Carrière | Mathieu Carrière   |
| Georg von Brandenburg       | Tom Strauss      | Klaus Jepsen       |
| Philipp Melanchthon         | Lars Rudolph     | Lars Rudolph       |
| Georg Spalatin              | Benjamin Sadler  | Benjamin Völz      |
| Professor Andreas Karlstadt | Jochen Horst     | Jochen Horst       |
| Papst Leo X.                | Uwe Ochsenknecht | Uwe Ochsenknecht   |

## Ausstrahlung in Deutschland
Der Film sollte am 31. Oktober 2005 um 20:15 Uhr auf Das Erste ausgestrahlt werden. Aufgrund einer Sondersendung Brennpunkt erfolgte die Ausstrahlung erst gegen 20:30 Uhr. Den Film sahen insgesamt 5,83 Millionen Zuschauer (Marktanteil: 18,2 Prozent). In der werberelevanten Zielgruppe waren es 2,01 Millionen Zuschauer bei 15,0 Prozent Marktanteil.

## Nachwirkung
Der Film erzielte in Deutschland binnen einer Woche Einnahmen von umgerechnet 2.344.183 US-Dollar. In den USA betrug der Erlös in den ersten Tagen lediglich 908.446 Dollar. Dennoch steigerte Luther dort im Laufe der Zeit seinen Umsatz deutlich und darf – mit federführenden deutschen Produzenten  – als einer der kommerziell erfolgreichsten deutschen Filme in den USA betrachtet werden.

## Kritik
„Trotz relativ bescheidener Produktionsmittel ein stimmungsvoller, weitgehend differenzierter Blick in ein Jahrhundert der geistig-religiösen wie auch gesellschaftlichen Aufbrüche, die sich in den Lehren Luthers manifestieren. Dramaturgisch mitunter etwas holprig, regt der solide fotografierte, stringent inszenierte und bis in die Nebenrollen überzeugend interpretierte Film zur Diskussion an.“

## Historische Ungenauigkeiten
- Bei der ersten Feier des hl. Messopfers zu Filmbeginn spricht Luther als Priester die falschen Liturgieformulare;[8] zudem entspricht die Aussprache nicht dem Kirchenlateinstandard. Auch darf die Verwendung roten Weines kritisch gesehen werden sowie der für rein dramatische Effekte konstruierte hohe Füllstand des Kelches; Laienkelche waren nicht üblich.
- Im Film Luther wird die Einteilung der Bibel in Kapiteln und Versen angegeben. Allerdings wurde diese Einteilung erst 1551, fünf Jahre nach Luthers Tod, vorgenommen. Der französische Gelehrte Robert Estienne übertrug 1551 das System mit Kapiteln und Versen auf seine Übersetzung des Neuen Testaments, als er es vom Griechischen ins Lateinische übersetzte. Ein Jahr später, 1552, übersetzte Estienne das Neue Testament dann auch ins Französische – wiederum mit der Unterteilung in Kapitel und Verse.
- Als Luther in Rom einen Ablass erwirbt, beten Gläubige auf den Stufen zum Lateran das lateinische Vaterunser in einer falschen Form, nämlich mit der direkt angehängten Doxologie „Quia tuum est regnum …“. Dieser Brauch kam aber erst durch Luthers Bibelübersetzung in den reformatorischen Kirchen auf. Außerdem ist die Scala Sancta, angeblich die Treppe aus dem Palast des Pontius Pilatus, bei weitem nicht so breit.
- Der in goldfarbener Rüstung durch die Szene reitende Papst Julius II. aus dem Haus della Rovere wird von einem Hauswappen der Medici begleitet. Der erste Medici-Papst war jedoch erst sein Nachfolger, Leo X.
- Wenn Luther in der Schlosskirche zu Wittenberg zwischen den Reihen umhergehend gepredigt hätte, hätte ihn wohl niemand verstehen können. Die Kanzel mit dem Schalldeckel wurde ja gerade erfunden, damit sich die Prediger in größeren Räumen Gehör verschaffen konnten. Auch saßen die Menschen nicht in Bänken.
- Im Film predigt Luther (ca. ab Minute 20): „Furchtbar, unversöhnlich, so habe ich Gott empfunden. Er bestraft uns in diesem Leben, übergibt uns nach dem Tod dem Fegefeuer, verurteilt Sünder dazu, für alle Ewigkeit in der Hölle zu brennen. Aber ich täuschte mich. Diejenigen, die Gott als zornig sehen, sehen nicht sein wahres Gesicht. Sie blicken auf einen Schleier, als seien vor seinem Antlitz dunkle Gewitterwolken aufgezogen. Wenn wir wahrhaft glauben, dass Jesus Christus unser Erlöser ist, dann haben wir einen Gott der Liebe, und wer auf Gott unseren Herrn vertraut und glaubt, sieht sein freundliches Herz. Und wenn der Teufel euch eure Sünden ins Gesicht wirft, und erklärt, daß ihr Tod und Hölle verdient hättet, sagt ihm dies: Ich gebe zu, dass ich Tod und Hölle verdient habe, na wenn schon! Weil ich einen kenne, der für mich gebüßt und alle Schuld für mich auf sich genommen hat. Sein Name ist Jesus Christus, Sohn Gottes, und wo er ist, o ja, dort will auch ich sein! …“ Tatsächlich wollte Luther nicht die Realität des Zornes Gottes bestreiten. Auch der zornige Gott war ihm der wahre Gott. Es ging ihm vor allem darum zu zeigen, dass der Zugang zu Gott ausschließlich durch das Werk und die Initiative Jesu Christi möglich ist, nicht durch die des Menschen. Der Film spiegelt zu Beginn des Zitats eher ein modernes als ein reformatorisches Gottesbild.
- Unmittelbar vor einem Mysterienspiel im Hof des Kurfürsten in Wittenberg wird Friedrich III. im Hintergrund als Friedrich der Weise von Sachsen bezeichnet. Jedoch wurde der Beiname der Weise erst später durch die Geschichtsschreibung hinzugefügt.
- Noch vor dem – historisch nicht verbürgten – Thesenanschlag (1517) sieht man in den Gemächern des Papstes ein Modell des Petersdoms, das eindeutig dem Entwurf von Michelangelo nachempfunden ist, welcher aber erst einige Jahrzehnte später entstand. Ebenso existierte das Antiquarium der Münchner Residenz, wo die Begegnung zwischen dem Kaiser und dem sächsischen Kurfürsten aufgenommen wurde, zur Zeit Luthers noch nicht.
- Nachdem Luther die Thesen angeschlagen hat, werden sie von zwei Studenten abgenommen und zu einem Buchdrucker gebracht. Dieser nimmt zwar eine gedruckte Seite der Thesen aus der Presse, aber es wurden nicht die Thesen per Kurier verbreitet, sondern Luthers Schrift Von der Freiheit eines Christenmenschen. Luther verfasste diese Schrift jedoch erst 1520, also drei Jahre nach seinen 95 Thesen.
- Johann von Staupitz wird mit den äußeren Attributen eines bescheidenen Mönchs dargestellt. Die historische Person war erheblich ranghöher.
- Friedrich der Weise lässt im Film die vom Papst gesegnete Rose weglegen und beauftragt bei der Gelegenheit Spalatin, gleich seine gesamte Reliquiensammlung wegzuräumen. Tatsächlich hielt Friedrich sein Leben lang an den Reliquien fest und hörte jeden Morgen die katholische Messe. Nur einmal, kurz vor seinem Tod, ließ er sich das Abendmahl reichen.[9]
- Der Reichstag zu Worms findet vor den Fresken der Wartburg statt, die erst 1854/55 von Moritz von Schwind geschaffen wurden.
- Laut Filmfassung ist Aleander ab dem Reichstag zu Worms 1521 ein von Leo X. eingesetzter Kardinal. Der historische Aleander wurde jedoch erst 1538 durch Papst Paul III. in den Kardinalsstand erhoben. Zudem wird Aleander an der Anhörung Luthers eine wichtige Rolle beigemessen. Aleander war aber gar nicht anwesend.[10]
- In der Sequenz von Luther als Junker Jörg wird an einer Stelle auch eine Totale der Wartburg eingeblendet. Tatsächlich sah die Burg jedoch zu Luthers Zeiten weit bescheidener aus; die Gestalt, die wir heute von der Wartburg kennen, erhielt sie erst ab Mitte des 19. Jahrhunderts.
- Die Begegnung zwischen Friedrich dem Weisen und Martin Luther ist historisch nicht nachgewiesen. Luther kann ihm auch nicht die deutsche Bibel überreicht haben, denn die wurde erst 1534, lange nach dem Tod Friedrichs im Jahr 1525 fertig.
- Der Film vermischt die Wittenberger Unruhen (ausgehend von Andreas Karlstadt) von 1522 (Luther als Junker Jörg auf der Wartburg) mit dem Bauernkrieg von 1525. Luther erlebte auf einer Reise vom 16. April bis 6. Mai 1525 die Auswirkungen des Bauernkrieges und schrieb Wider die räuberischen und mörderischen Rotten der Bauern.
- Hanna und ihre Tochter Grete, welche an einer Behinderung leidet, sind beide frei erfunden. Diese Nebengeschichte lässt Luther sympathisch erscheinen, da er der einzige ist, der Hannas Sorge um Grete nicht ausnutzt. Genau wie ein Großteil der Menschen damals sprach Luther in Wirklichkeit sehr schlecht von Kindern mit Behinderung und nannte sie Wechselbälger, die der Teufel geschickt hätte.
- Luther beschwört kurz vor dem Reichstag in Augsburg persönlich eindringlichst die Fürsten, dem reformatorischen Glauben treu zu bleiben. Auf dem Reichstag zu Augsburg stellen sich sodann die Fürsten gegen den Kaiser Karl V., indem einer der Kurfürsten erklärt, dass sie sich „lieber den Kopf abschlagen lassen“ wollen, als dass sie ihren reformatorischen Glauben verraten wollen. Anschließend knien sie nieder und senken ihr Haupt. Philipp Melanchthon übergibt sogleich die Confessio Augustana. – In Wirklichkeit schwor Luther die Fürsten nicht persönlich ein, auch fand die Verneigungsszene so nicht statt. Viele der Kurfürsten waren im Übrigen weiterhin katholisch. Die „Confessio Augustana“ wurde am 25. Juni 1530 Kaiser Karl V. und den anwesenden Kurfürsten des Reiches vorgetragen, jedoch nicht von Philipp Melanchthon selbst. Diese filmische Darstellung der Vorgänge geschah eindeutig aus dramaturgischen Gründen.[11]

## Auszeichnungen
- 2003: Bayerischer Filmpreis in der Kategorie Bestes Produktionsdesign für Rolf Zehetbauer
- 2003: Großer Preis bei Filmfest Biberach für Eric Till
- 2004: Silver Chris Award als Bester Unterhaltungsfilm für Christian P. Stehr
- 2004: Goldene Leinwand
- 2004: Nominierung Euregio Film Award als Bester Deutscher Film für Eric Till